# Acrocercops goniodesma
Acrocercops goniodesma är en fjärilsart som beskrevs av Edward Meyrick 1934. Acrocercops goniodesma ingår i släktet Acrocercops och familjen styltmalar. Inga underarter finns listade i Catalogue of Life.